# Château-Renault
Château-Renault je naselje in občina v osrednjem francoskem departmaju Indre-et-Loire regije Center. Leta 2009 je naselje imelo 5.240 prebivalcev.

## Geografija
Kraj leži v pokrajini Touraine ob reki Brenne in njenem levem pritoku Gault, 31 km severovzhodno od Toursa.

## Uprava
Château-Renault je sedež istoimenskega kantona, v katerega so poleg njegove vključene še občine Autrèche, Auzouer-en-Touraine, Crotelles, Dame-Marie-les-Bois, La Ferrière, Le Boulay, Les Hermites, Monthodon, Morand, Neuville-sur-Brenne, Nouzilly, Saint-Laurent-en-Gâtines, Saint-Nicolas-des-Motets, Saunay in Villedômer s 15.755 prebivalci.
Kanton Château-Renault je sestavni del okožja Tours.

## Zanimivosti
- grad - donžon bloiških grofov iz 12. stoletja,
- cerkev sv. Andreja,
- usnjarski muzej.